# Nash Motors
A Nash Motors foi uma indústria automobilística independente norte-americana fundada em 1916 e extinta em 1954 por fusão.

## História[2]

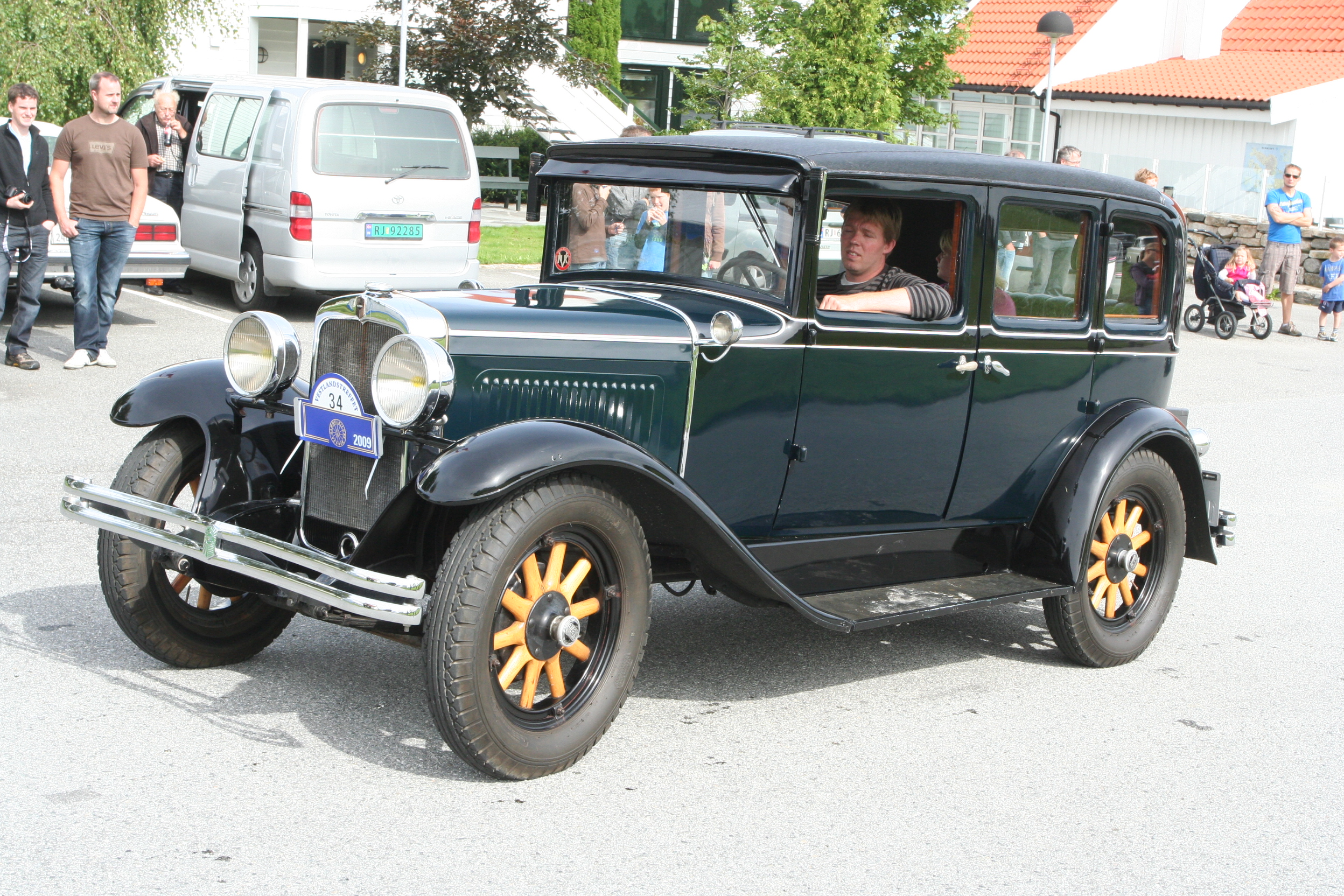
1929 Nash 400

A Nash Motors foi fundada em 29 de Julho de 1916, em Kenosha, Wisconsin, nos EUA.
Seu fundador, Charles W. Nash comprou a Thomas B. Jeffrey Company, até então detentora das marcas Jeffrey e Rambler. Antes da fundação da empresa, Nash foi presidente da General Motors entre 1912 e 1915.
Os primeiros automóveis com a marca nova somente saíram da produção para o mercado no ano de 1917.

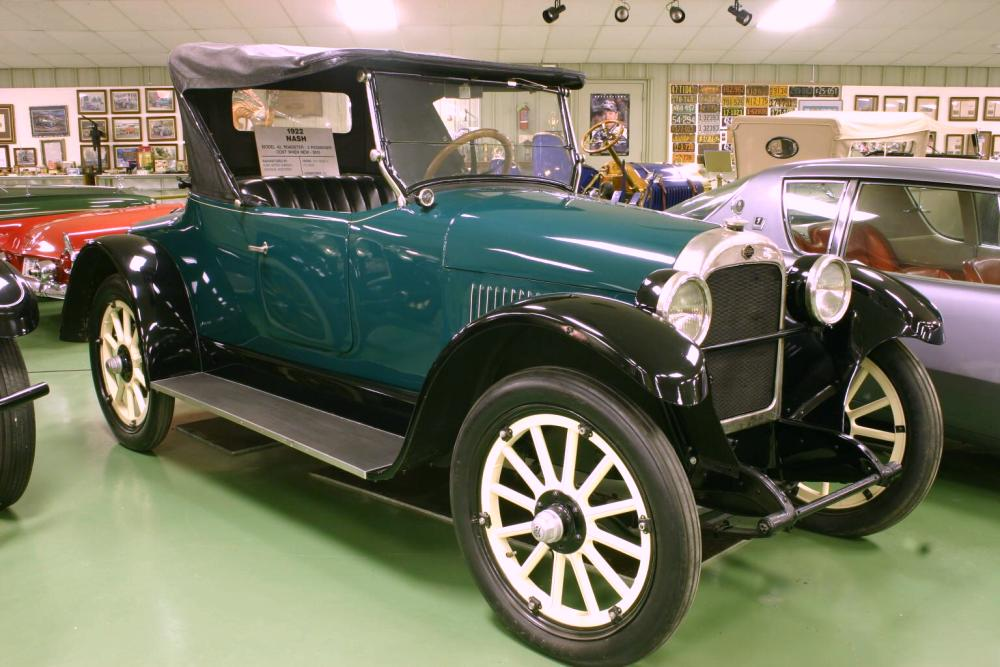
1922 Nash Roadster Model 42

Durante a década de 20, a Nash fez uma série de inovações em seus veículos que tornaram a empresa a quarta maior do ramo automobilístico dos Estados Unidos, ficando atrás apenas do chamado Big Three (General Motors, Chrysler e Ford Motor), conseguindo se manter durante a Quebra da Bolsa de Nova York em 1929. Em 1924, a Nash adquiriu a LaFayette Motors.

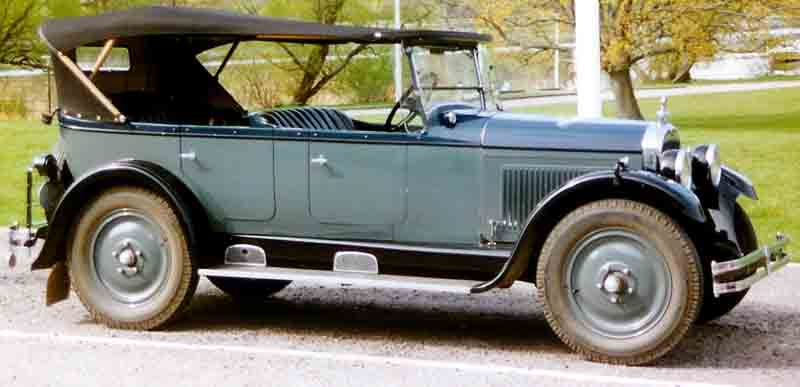
Nash Six Touring 1927

O posicionamento da Nash Lafayette veio no início da década de 1930, quando Charles Nash deixou o cargo de presidente. Comprou a Kelvinator, uma fabricante de geladeiras e colocou o então presidente da empresa, George Mason, no cargo máximo da Nash. Surgia então em 1937, a Nash-Kelvinator Corporation.
Em janeiro de 1954, a Nash Kelvinator se fundiu com a Hudson Motor Car Company e surgiu oficialmente a American Motors Corporation (AMC).